# القديس فالنتين

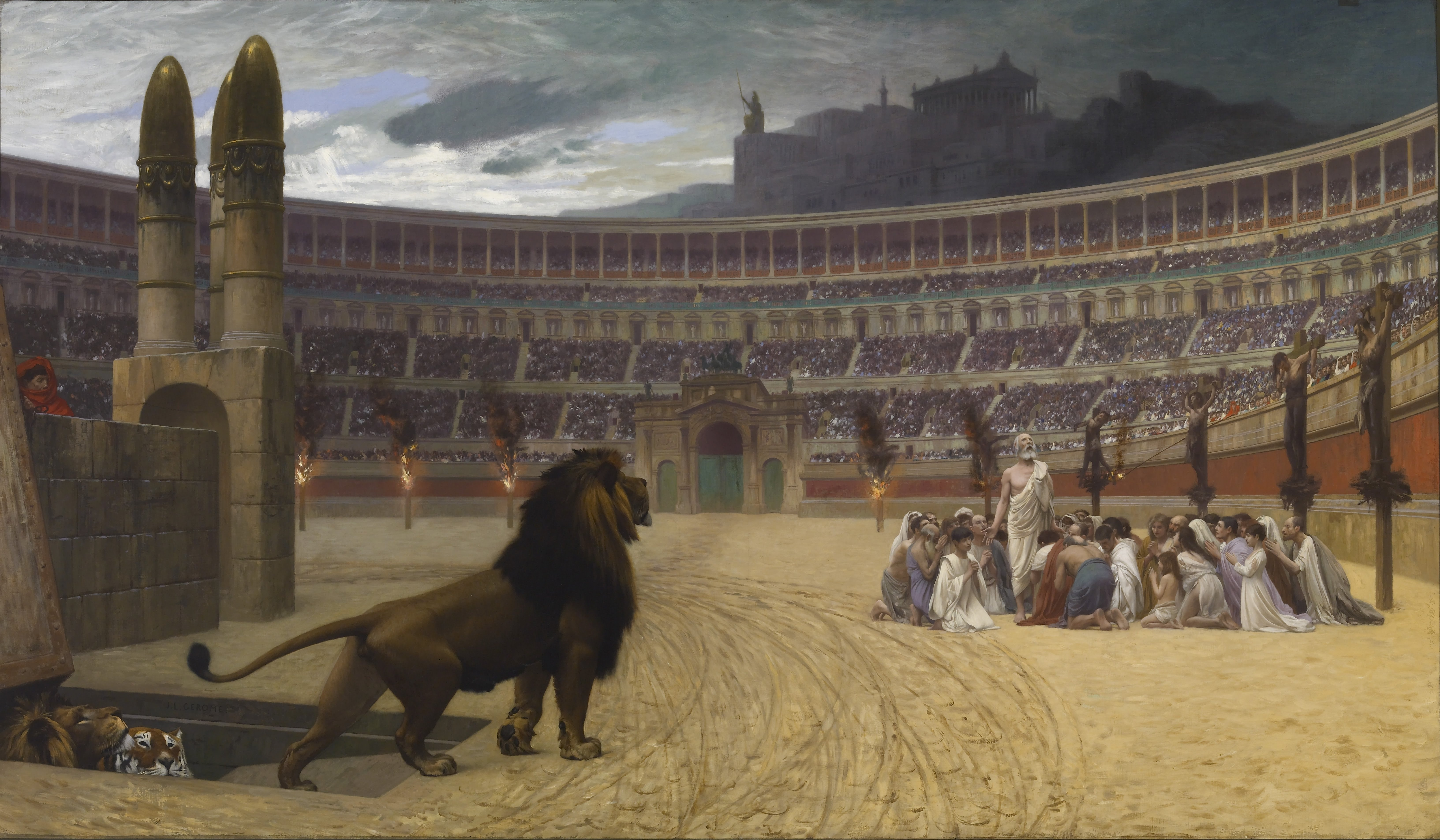
يقال أن القديس فالنتين كان يخدم المؤمنين وسط اضطهاد المسيحيين في الإمبراطورية الرومانية

القديس فالنتين (باللاتينية: Valentinus) هو قديس روماني من القرن الثالث الميلادي واسمه يعني (القوي أو الصحي)، مشهور بعيد الفالنتين أو عيد الحب أو العشاق والذي يحتفل باسمه في 14 فبراير شباط من كُل سنة وكان يُحتفل بهذا العيد منذ العصور الوسطى المتوسطة بتقليد مودة الحب.
ليس هناك حكاية حقيقية ثابتة عن هذا القديس حتى الآن، فحكايته تختلف من منطقة إلى أُخرى، لكن الحكاية الأقرب بأن فالنتين كان كاهنًا مسيحيًا وكان يزوج العشاق المسيحيين فيما بينهم حيث كان سر الزواج في المسيحية موجودًا في ذلك الوقت، ولأن المسيحية كانت ممنوعة في الإمبراطورية الرومانية فقد كان يعاقب على كُل من يمارس أحد أسرار الكنيسة، وبسبب ذلك اعتقلته السلطات الرومانية وحكمت عليه بالإعدام، فاشتهر منذ ذلك الوقت بأنه شهيد الحب والعشاق لأنه ضحى بحياته لأجل سر الزواج.
تحتفل الكنيسة الكاثوليكية مع بعض الكنائس البروتستانتية بذكراه في يوم 14 فبراير بينما تحتفل الكنائس الأرثوذكسية بذكراه في يوم 30 يوليو.

## إعادة بناء وجهه
في عام 2017 تم إجراء إعادة بناء للوجه الجنائي في سانت فالنتين من قبل المصمم الثلاثي الأبعاد سيسرو مورايس ، من جمجمة (سانتا ماريا في كوسميدين ، روما).